# Puyuan, Zhejiang
Puyuan är en köping i Kina. Den ligger i provinsen Zhejiang, i den östra delen av landet, omkring 65 kilometer nordost om provinshuvudstaden Hangzhou. Antalet invånare är 95 327. Befolkningen består av 47 819 kvinnor och 47 508 män. Barn under 15 år utgör 13,0 %, vuxna 15-64 år 80 %, och äldre över 65 år 6,0 %.
Runt Puyuan är det tätbefolkat, med 819 invånare per kvadratkilometer. Närmaste större samhälle är Jiaxing, 14,0 km nordost om Puyuan. Trakten runt Puyuan består till största delen av jordbruksmark.
Genomsnittlig årsnederbörd är 1 712 millimeter. Den regnigaste månaden är juni, med i genomsnitt 277 mm nederbörd, och den torraste är november, med 65 mm nederbörd.